# Костел Архангела Михаїла
Костел святого Архангела Михаїла — культова споруда, римо-католицький храм на Вінниччині, у смт Тиврів.

## Історія
1569 року сягають історичні згадки про дерев'яний римсько-католицький кляштор (монастир) у Тиврові — поселенні, заснованому не пізніше 1505 року. Існуючий фрагмент стіни над Південним Бугом може бути залишками старого кляштору, спаленого козаками за часів Хмельниччини. На його місці 1746 року в Тиврові збудували дерев'яний костел для отців-домініканців.
1739 року тодішній власник Тиврова Міхал Ян Клітинський (Michał Jan Klityński; в сучасних україномовних джерелах Калетинський), будучи в Ченстохові, придбав копію ікони Ченстоховської (Белзької) Матері Божої. За поширеною легендою, у тиврівському маєтку шляхтича від неї нібито «виходило незвичайне сяйво». Після перевірки спеціальною комісією під головуванням луцького єпископа 1742 року ікону визнали чудотворною. Після того Калетинський почав будувати мурований костел. Він також виявив бажання спорудити при костелі домініканський монастир, для чого надав 100 000 польських злотих. 1756 р. М. Я. Клітинський помер, а добудував мурований костел 1760 року Захарія Ярошинський. Це робить комплекс однією із найстарших кам'яних споруд Вінниччини. Його ровесником, наприклад, є Домініканський монастир у Вінниці.
8 березня 1793 року Тиврів і Брацлав перейшли від Польщі до Російської імперії. Монастир починає занепадати, згідно перепису 1797 року у кляшторі було лише два ченці, настоятель, пріор, субпріор, презентат, промотор та скарбник. 1800 року в костелі сталася пожежа, після якої його відреставрували. У 1812 році при кляшторі відкрилася школа.
Наступна сторінка історії пов'язана з Польським повстанням 1830—1831 років. Оскільки в монастирі переховувалися повстанці, то в 1832 або 1833 році кляштор був зачинений; утім, костел продовжував працювати і отримав статус парафіяльного. Кількість парафіян поступово зростала.
1841 року костел освятив Франциск Мацкевич, кам'янецький латинський єпископ.
З 1920-х років по 1991-й костел був закритий радянською владою. (Священник у Тиврові постійно мешкав до 1921 р.) Найбільша десакралізація та спустошення почалася в 1947 році, коли комуністична влада УСРР привласнила будівлю і створила в ній зернові склади, а в 60-х роках ХХ століття пам'ятка була перебудована на завод пластмасових виробів. У цей період релігійне значення та архітектурний вигляд собору були втрачені.

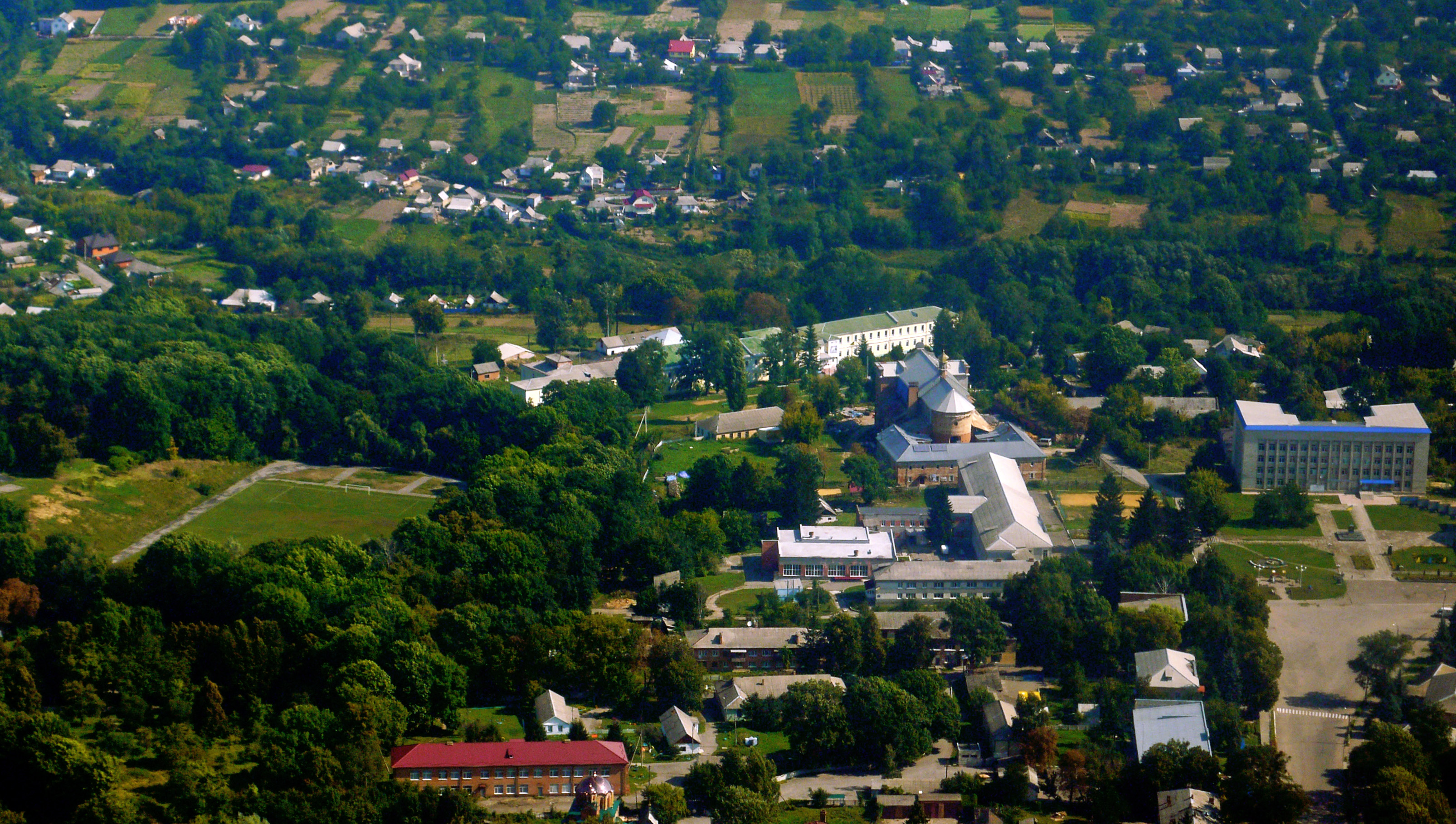
Тиврів з висоти пташиного польоту. У центрі — костел з монастирем у вигляді букви «П», за ним — Палац Ярошинських

Кількість парафіян в окремі роки
1797 р. — 1711
1863 р. — 1564
1901 р. — 2248
2017 р. — 150.
Відомі настоятелі Тиврівського костелу
- Йосип Іванович Дубіневич (до 1847)
- Йосип Матковський (до 1885)
- Йоахім Потемпський (1885—1892)
- Фелікс Яновський (1892—1894)
- Йосип Пташинський (1894)
- Людвік Томашевський (1894)
- Юліан Вітушанський (1894—1909)
- Мар'ян Кульчицький (1909—1911)
- Владислав Шадурський (1911—1914)
- Станіслав Райко (1914—1915)
- Владислав Шадурський (1915—1917).

## Вигляд костелу та монастиря в роки розквіту

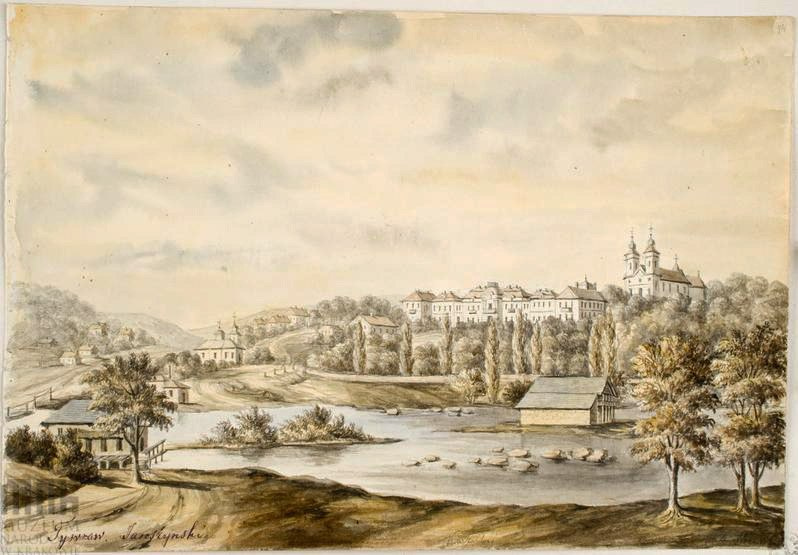
Малюнок Наполеона Орди з виглядом Тиврова. Можливо, 1872—1874 рр.

Споруда розташована на пагорбі і обгорнута головним фасадом у бік ріки Південний Буг. Таким чином костел св. Михаїла домінував над навколишньою місцевістю і його було добре видно з протилежного берега. Зберігся малюнок відомого мандрівника Наполеона Орди, на якому зображено палац і костел, але судячи з усього останній було накреслено достатньо схематично.
Собор мав типовий для польських костелів вигляд, при чому передня частина дуже схожа на Домініканський костел у Вінниці (арх. Паоло Фонтана, 1758). Споруджений у стилі бароко, має прямокутну форму. З боку нартексу було влаштовано дві високі вежі, між якими на даху був влаштований фронтон. До костелу вело три головних входи, які прикрашені порталами.
Це був один із найбільших католицьких храмів на Поділлі і, можливо, найвищий. У своєму первозданному вигляді висота костелу разом із баштами сягала 60-ти метрів.
Краєзнавець Д. В. Маліков описує пам'ятку так:
|  | Базиліка з двома вежами на фасаді, що не збереглися, і маленькою сигнатуркою на гребені високого даху – був помітний здалеку, з дороги, яка бігла між полів до крутих скелястих берегів Бугу. Тут, біля переправи, де всю увагу привертала вже ріка і дерев’яний міст, і на вулиці, яка, не поспішаючи, піднімалася по річковому схилу, костел зникав з поля зору і з’являвся вже нагорі, за панською садибою, вражаючи уяву своєю важкою, величезною громадою. Суворий фасад скупо оживляють ледь прокреслені пілястри зі спрощеними капітелярами та грайливі рокайлеві наличники вікон і круглі прорізи в третьому ярусі, повністю співзвучні «тоненькому передзвону». |

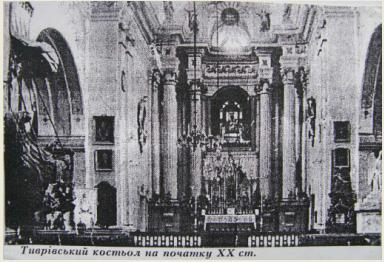
Інтер'єр костелу на початку ХХ століття

Інтер'єри (до нашого часу дійшло декілька фотографій початку ХХ ст.) були пишно розписані, але нині збереглися лише окремі фрагменти рожевої венеційської шпаклівки. Можливо, всередині був розташований різбляний амвон у формі корабля. Амвон подібного вигляду можна побачити у церкві Гошівського монастиря, колишньому костелі тринітаріїв у Львові, костелі святої Терези при монастирі кармелітів босих у Перемишлі.
На виділені паном М. Клітинським кошти в Польщі придбали цінне церковне начиння з позолотою, 360-трубний орган. Увагу вірян привертав надгробок з білого мармуру, встановлений подружжю Чеслава і Теклі з Каменських Ярошинських їхнім сином Генриком. Цей пам'ятник, створений у Римі 1856 року П'єтро Тенерані, зображував величезного сидячого ангела зі сповненим смутку обличчям, волоссям, що спадає на плечі, і опущеними додолу крилами. В руці ангел тримав трубу, гра на якій мала покликати померлих на останній суд. Під ангелом, на саркофазі, були вирізьблені обличчя обох Ярошинських.
Найбільшою ж цінністю була (чудотворна) ікона Матері Божої Тиврівської, оздоблена дорогоцінним камінням та численними коштовностями. За радянських часів оригінал ікони зник безвісти; тепер у костелі зберігається копія середини XIX ст.

## Сучасний стан

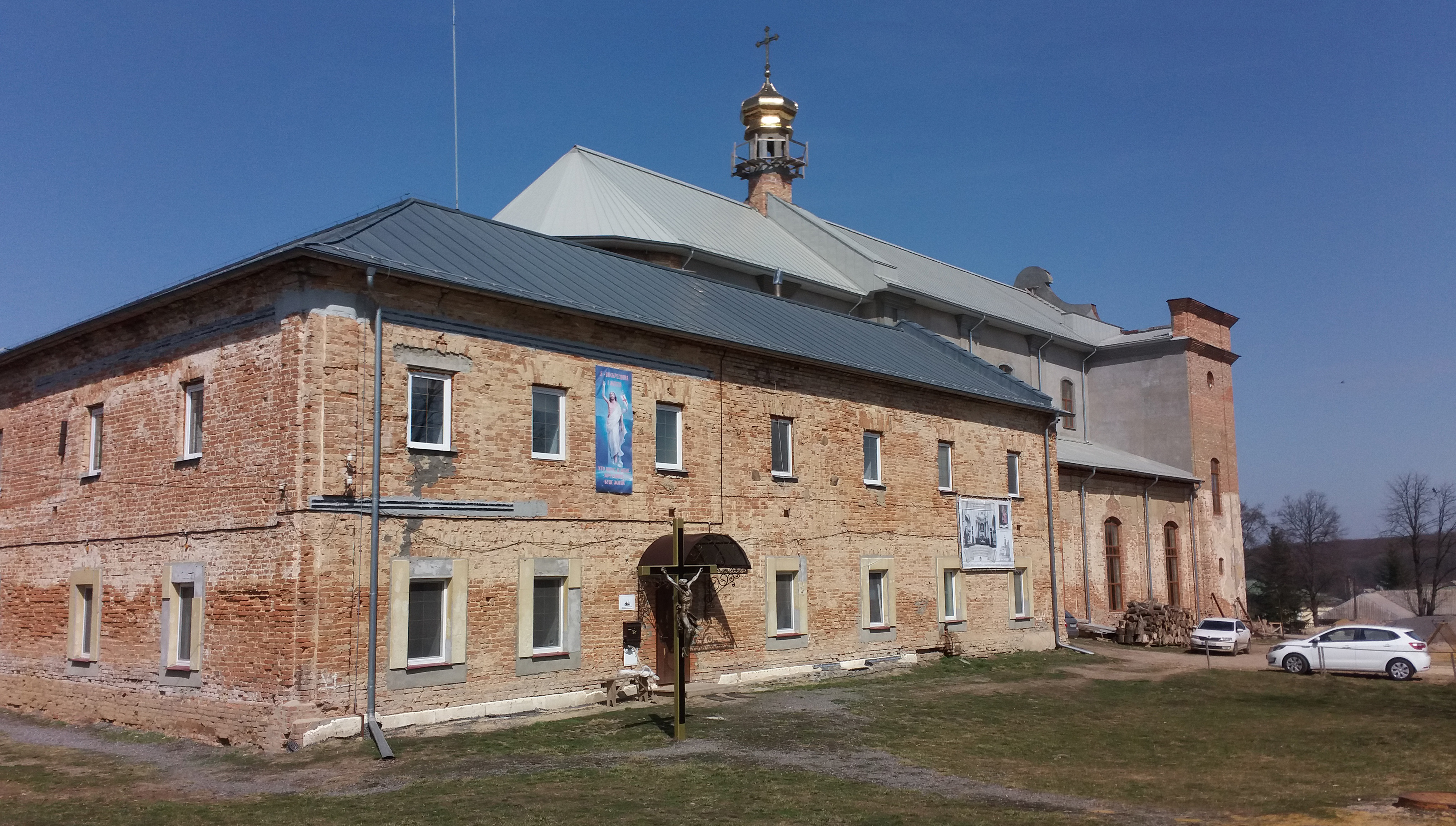
2018 рік

У всьому вигляді монастиря, побудованого за схемою замкнутого хором костелу каре з двоповерховим П-подібним у плані корпусом келій, чітко помітний ефект поступового зменшення об'ємів з їх функціональним, смисловим значенням. На першому місці — фасад костелу, звернений до річки (але головним чином до садиби пана, який будував храм). Тут великі пілястри відповідають масштабу будівлі. На бічних же фасадах застосовані пілястри набагато меншого масштабу, спрощений і малюнок віконних наличників. У наступному за храмом крихітному порівняно з дійсно великим костелом монастирському корпусі декор зникає зовсім: гладенькі стіни, ні пілястрів, ні наличників.
Корпус келій становить просту двоповерхову П-подібну будівлю без оздоблень, яка розташована впритул до апсиди костелу і створює з ним зачинене подвір'я. Вхід до будівлі влаштований нині з південного торця споруди. Корпус має коридорне планування, розташований по периметру будівлі з боку подвір'я, а келії влаштовані з боку зовнішнього фасаду. Підлога першого поверху була замощена каменем, а стелі є склепінчастими.

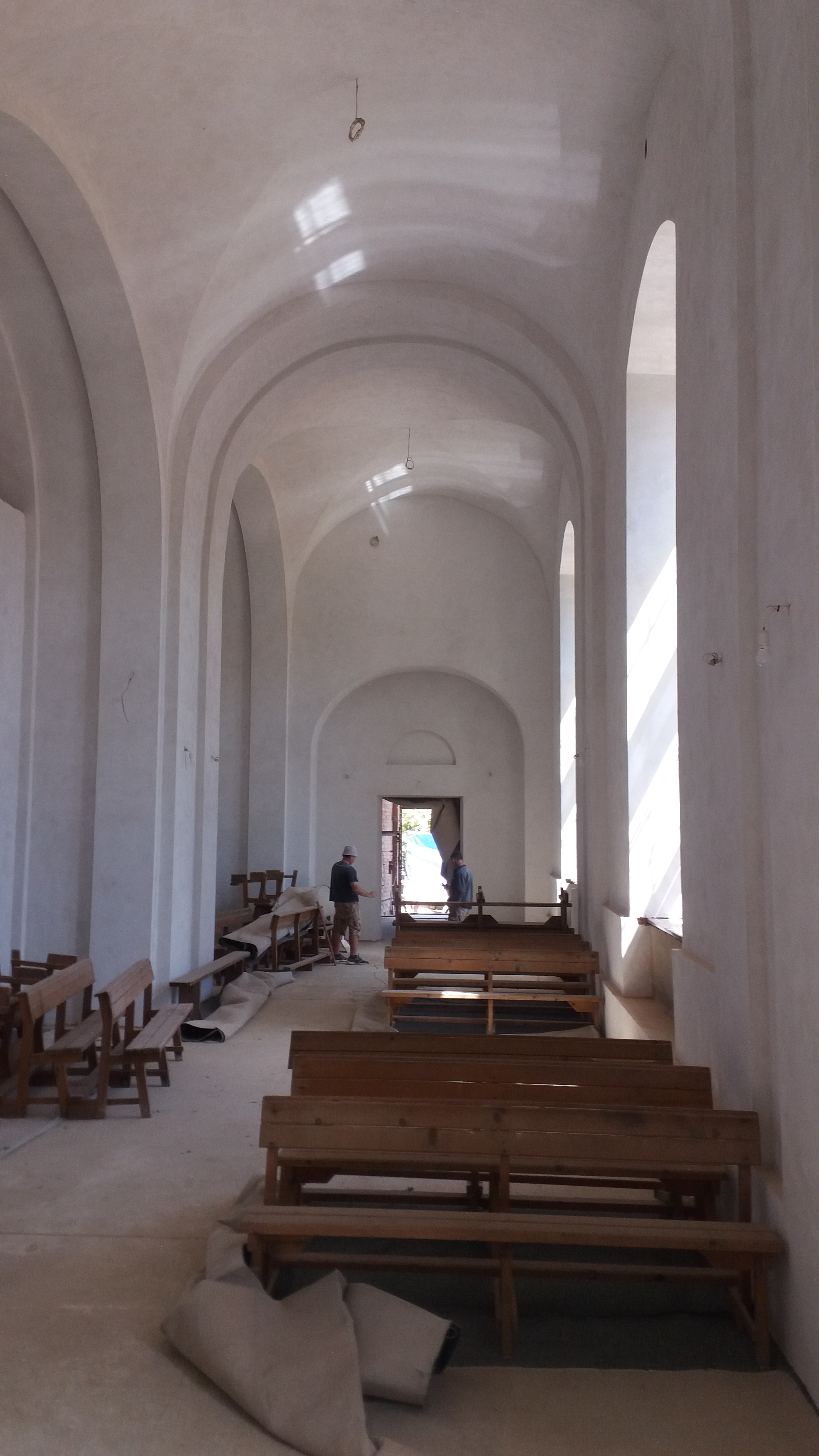
Будівельні роботи в лівому нефі

Господарська будівля розташована уздовж межі ділянки біля вулиці і є міцною одноповерховою спорудою, що підсилена контрфорсами.
Відбудовувати костельно-монастирський комплекс почали у 1991 році, коли приміщення повернули католицькій громаді. У 2010 році місіонери Облати Марії Непорочної відкрили тут чернечий дім і розпочали відновлення зруйнованого храму і монастиря. 25 липня 2015 року реставровану монастирську частину комплексу освятив Апостольський нунцій в Україні архієпископ Томас Ґалліксон.
У 2018—2019 рр. коштами Інституту «POLONIKA» були проведені детальні дослідження та роботи з відновлення храмової ікони. А 5 вересня 2020 року Тиврів був встановлений Дієцезіальним Санктуарієм Матері Божої Тиврівської та мучеників за віру в Україні. Святкову Євхаристію очолив єпископ Леон Дубравський.
На першому поверсі відкрито Меморіал мучеників ХХ століття. Там представлені речі, пов'язані з культом мучеників радянської доби, історичні матеріали, фотографії, а також нечисленні вцілілі предмети оздоблення — наприклад, рештки історичної ліпнини, зібрані під час реконструкції. Поверхом нижче, у підвалі під вівтарем, де раніше розміщувався склеп монастиря, розмістили мощі святих католицької церкви.
При монастирі діє молодіжний центр і санктуарій. Парафію обслуговують оо.-облати (згромадження Місіонерів Облатів Пресвятої і Непорочної Діви Марії).